# Ba thế hệ của quyền con người
Việc phân chia nhân quyền thành 'ba thế hệ'  ban đầu được đề xuất vào năm 1979 bởi luật gia người Séc Karel Vasak tại Viện nhân quyền quốc tế  ở Strasbourg. Ông đã sử dụng thuật ngữ này ít nhất là vào đầu tháng 11 năm 1977. Các lý thuyết của Vasak chủ yếu bắt nguồn từ luật pháp Châu Âu.
Các bộ phận của ông tuân theo ba khẩu hiệu của Cách mạng Pháp: Liberty, Equality, Fraternity . Ba thế hệ được phản ánh trong một số tiêu chuẩn của Hiến chương về các quyền cơ bản của Liên minh Châu Âu.  Tuyên ngôn thế giới về quyền con người bao gồm các quyền được coi là thế hệ thứ hai cũng như thế hệ thứ nhất, nhưng bản thân nó không tạo ra sự khác biệt (các quyền được liệt kê không theo thứ tự cụ thể).